# Gutenwerth
Gutenwerth ali Gutenwerd, v starejši literaturi pogosto poimenovan Gotno Brdo, danes bolj znan kot Otok pri Dobravi, je bil srednjeveški trg, ki so ga leta 1473 uničili Turki. Nahajal se je na rečnem otoku na Krki, ki danes ne obstaja več. To področje se še danes imenuje Otok in spada k vasi Drama (Občina Šentjernej), obsega pretežno polja in travnike, seveda pa je tudi bogato arheološko najdišče. Edina še obstoječa zgradba je cerkev sv. Nikolaja, omenjena leta 1290, ohranjeni pa tudi temelji še ene romanske cerkve. Kraj je bil znan po raznovrstnih obrtnih dejavostih, sodišču, še posebej pa po kovnici denarja.

## Zgodovina
Srednjeveški Gutenwerd je nastal na škofijski freisinški posesti na srednjem od treh izrazitih okljukov na spodnji Krki, med Novim mestom in Kostanjevico na Krki. Njegov začetek je nejasen, Bil je bil najstarejši trg v Slovenski marki in je leta 1074 je postal središče freisinških škofov za dolenjsko območje. V listinah se kot Forum Gutenwerde (se pravi kot trg) prvič omenja leta 1251. Leta 1254 dobi prvega domačega sodnika Gerharda. Poleg gradu, sedeža sodne oblasti (deželno sodišče – judicium provinciale), kovnice denarja in mitnice, je bila tu tudi župnija s tremi otoškimi cerkvami: župnijsko cerkvijo sv. Katarine (podrta leta 1809), podružnična cerkev sv. Nikolaja ob rečnem pristanišču na severni strani, ob južnem vhodu na trg pa je bila cerkev neznanega zavetnika – domnevno posvečena sv. Mihaelu, ki je obstajala do konca 13. stoletja in so jo odkrila šele arheološka izkopavanja.
Vrhunec svojega razvoja je trg dosegel ob koncu 13. in v 14. stoletju, z ustanovitvijo habsburškega Novega mesta (mestne pravice podeljene leta 1365) pa je začel pomen trga upadati. Dokončni zaton tega freisinškega trga pomeni napad in opustošenje Obrov leta 1414, turško oplenjenje trga leta 1469 in odločilni turški napad leta 1473, ob čemer se je vanj zateklo okoliško prebivalstvo iz 52 vasi. Turki so kraj obkolili in ga v tretjem naskoku zavzeli, nato pa popolnoma požgali, ljudi pa deloma pobili deloma odpeljali s seboj. Po tem obdobju trg ni bil več obnovljen. Peščica preživelih je prebegnila na sosednji grad, zgrajen v 13. stoletju, ki je stal v današnji vasi Hrvaški brod in kasneje tukaj ustanovili nov istoimenski trg Gutenwerd.
Leta 1492 so Turki ponovno udarili in opustošili trg ter porušili grad, iz katerega so kasneje verjetno na istem mestu sezidali dvor Otok. Istega leta je sedež župnije prešel v Škocjan, kakor je še dandanes.

## Arheološka izkopavanja
Arheološka izkopavanja so potekala med letoma 1969 in 1984 pod vodstvom Vinka Šribarja.

## Ljudsko izročilo
V Drami je nekoč stal železarski trg Otok, katerega naj bi ustanovili Rimljani leta 98. Samo ime verjetno izhaja iz latinske besede dromos, kar pomeni dostop. Leta 980 naj bi prvo redno vojsko iz Bizantinskega dvora pripeljala na utrdbo Otok Hema Koroška. Leta 1139 je trg doživel konec zaradi hude poplave. Od in ob trgu je teklo kar šest rimskih cest. Ena je tekla od Otoka do rimskega mesta Crucium – današnje Groblje pri Prekopi. Trg Otok (Gotno brdo) naj bi bil po ustnem izročilu najstarejši trg na Kranjskem.